# Одеська обласна бібліотека для юнацтва
Одеська обласна бібліотека для юнацтва. Універсальний фонд 106,2 тисяч документів (1.01.2021 р.). ОЮБ є методичним центром для бібліотек Одеської області по роботі з підлітками та молоддю.
Бібліотека обслуговує підлітків та молодь віком від 15 до 21 року, зокрема старшокласників середніх шкіл, ліцеїв, гімназій, студентів вищих навчальних закладів, технікумів, коледжів, учнів професійно-технічних навчальних закладів, а також керівників юнацьким читанням.
Бібліотека підпорядкована обласному управлінню культури і туризму, національностей та релігій Одеської обласної державної адміністрації.

## Структура
Структуру бібліотеки складають адміністрація і ряд відділів:
- Відділ формування, організації фондів та каталогів
- Інформаційно-бібліографічний відділ
- Науково-методичний відділ
- Відділ інформатизації та автоматизації бібліотечних процесів
- Читальний зал
- Абонемент
- Відділ мистецтв
- Інтернет-центр

## Історія
Бібліотека відкрилася у 1968 році як міська юнацька на базі міської дитячої бібліотеки № 14 по вулиці Карла Лібкнехта, 33. Їй було присвоєно ім'я російського-більшовицького поета та пропагандиста Володимира Маяковського.
Перша завідувачка — Сусанна Рафаїлівна Маркевич.
15 липня 1976 року рішенням облвиконкому № 383 на базі міської бібліотеки для юнацтва створюється Обласна бібліотека для юнацтва.
Фонд бібліотеки на той час становив 53,5 тис. примірників. Вона обслуговувала 4 тис. читачів, книговидача становила 86,5 тис. примірників.
Більше року адміністрація бібліотеки вирішує питання нового приміщення. І ось у 1978 році бібліотека отримує приміщення в готелі-гуртожитку працівників культури за адресою: вулиця1905 року № 27/29.
70-ті роки — це початок створення спеціалізованих бібліотек для юнацтва та молоді, юнацьких структурних підрозділів (ЮСП).
В Одеській області такі ЮСП почали створюватися з 1977 року. Це стає одним з найважливіших завдань ОЮБ як методичного центру. За рік в області діяло: 750 груп, 15 кафедр, 3 абонементи. Їх чисельність зростає, йде укрупнення, і на 1.01.1987 р. в області вже діють: 916 груп, 46 кафедр, 2 абонементи, 4 відділи, 3 міські бібліотечні філії (м. Одеса, м. Білгород-Дністровський, м. Ізмаїл).
У 1982 році бібліотека відкриває в новому мікрорайоні міста — житловий масив ім. Таїрова — свою філію (вул. Академіка Корольова,46). Працюють пункти видачі літератури в центральному райвійськкоматі, у гуртожитках верстатобудівельного технікуму та промислової автоматики, в Українському науково-дослідному інституті верстатів та приладів, на базах відпочинку «Романтик», «Чорноморські зорі», «Лазурний», «Антарктика», таборах селищ Затока, Красносілка. Бібліотека бере шефство над школами-інтернатами, будинком ветеранів війни, обласним госпіталем ветеранів війни з вадами зору, прикордонниками тощо.
Своїм успішним розвитком бібліотека зобов'язана Закржевській Ользі Сергіївні, директорові ОЮБ з 1979 до 1984 року.
Багато сил та енергії віддала бібліотеці Ясіновська Неллі Семенівна, яка очолювала бібліотеку протягом 1984—1990 рр.
З 1985 року впроваджується така комплексна форма роботи, як клуби та об'єднання за інтересами, яка набула поширення по всій області й до сьогодні популярна.
В ОЮБ у різні роки діяли і діють клуби за інтересами «XXI век», «Орієнтир», «Ліра», «Подружки», «Бібліофіл»; «Ровесник»(клуб видає свій бібліоальманах «Креатив», в якому публікують свої творчі роботи молоді поети, письменники, митці);«Дебют», «Кіноклуб»; літературні вітальні «Наше наследие», «В гостях у Маяковского», які протягом 20 років вела В. О. Ковач, відомий в Одесі літературознавець, заслужений діяч культури.
Перша половина 90-х років ХХ ст. відзначилась складним соціально-економічним становищем у нашій країні, що наклало відбиток на подальшу роботу ОЮБ.У 1992 році бібліотека змушена була переїхати і «втиснутися» в приміщення своєї філії на вулиці Академіка Корольова, 46. Через нестачу площі перестає існувати відділ літератури іноземними мовами. Вісім років бібліотеці доводиться перевозити то фонд відділу мистецтв, то фонд абонементу з одного орендованого приміщення до іншого, які постійно потребували ремонту.
З 1990 по 2014 рік бібліотекою керує Пономаренко Людмила Федорівна, заслужений працівник культури (2009).

## ХХІ сторіччя. Сучасність
У 2003 році результатом перемоги у конкурсі «Internet для читачів публічних бібліотек (LEAP)», проведеного та профінансованого Посольством США в Україні, стало відкриття у бібліотеці безкоштовного Інтернет-центру.
Створено сайт бібліотеки та предствництва у соцмережах.
Тут працює безкоштовний інтернет-центр, є доступ до бездротової мережі Wi-Fi. За допомогою бібліотечної інформаційної системи UNILIB автоматизовано майже всі бібліотечні процеси: від обробки літератури та створення електронного каталогу до запису читачів і обслуговування.
Сучасний універсальний фонд бібліотеки становить 106,2 тис. документів, у тому числі на електронних носіях.
Бібліотека обслуговує 9,3 тис. користувачів, її книговидача –145,2 тис. примірників, кількість відвідувань — 86,9тисяч, у тому числі віртуальних — 47,7 тисяч (дані на 1.01.2021).
Бібліотека продовжує виконувати функції методичного центру регіону з обслуговування підлітків та молоді.
На 1.01.2022 р. в області створено 91 територіальну громадау. В них діє 688 публічних бібліотек, у тому числі 1  сільська та 8 міських
централізованих бібліотечних систем (ЦБС), у яких працює 615 юнацьких структурних підрозділів: 595груп, 16 кафедр, 3 відділи, 1 бібліотека-філія (м. Ізмаїл).
Підвищення професійної компетентності працівників ЮСП — один з головних напрямів методичної роботи. Щорічно ОЮБ збирає фахівців публічних бібліотек, шкіл та училищ на конференції, творчі лабораторії, проблемні семінари, брифінги, майстер-класи. Останнім часом ці заходи проходять і в онлайн форматі.
ОЮБ здійснює комплексні моніторинги діяльності ЦБС області, надає консультативну та практичну професійну допомогу, проводить всеукраїнські та регіональні соціологічні дослідження, конкурси, інформаційні марафони, віртуальні бібліотечні фестивалі тощо. Також допомагають бібліотекарям області методичні та бібліографічні матеріали, які ОЮБ видає протягом всіх років свого існування.
Втілення новітніх інформаційних технологій у бібліотечну практику дало можливість бібліотеці створювати власну електронну продукцію: електронні енциклопедії, словники, відеопрезентації, буктрейлери, методичні матеріали на CD. Створено також повнотекстові інформаційно-бібліографічні бази даних. Найбільш затребувані серед них — «Молодь у правовому полі», «Екологія Одещини», «Відомі одесити» та ін..
Інформаційно-бібліографічний відділ створює папки-досьє різноманітної тематики (найпопулярніші — краєзнавчої); інформаційні списки; тематичні дайджести; посібники краєзнавчої тематики («Письменники рідного краю», «Служили процветанию Одессы и края» та ін.); покажчики найбільш популярних сайтів («Путеводитель по вебресурсам Одессы», «Интернет-навигатор: украинские поисковые системы», «Неотложная правовая помощь»); бібліолоції; радіоогляди; списки нових надходжень книг; інтернет-огляди на підтримку читання. Найбільш цікаві проєкти популяризації книги та читання: «Що читають відомі та успішні люди Одеси», «Літературна Одеса», «Книга. Фільм. Читач», «Читай з нами! Читай більше нас!»:https://mayakovka.od.ua/?page_id=685
Популярність бібліотеки зросла й завдяки творчим акціям: Тиждень юнацької книги, фестиваль української книги «Читай, юність!», Шевченківські свята, «Бібліоніч», «Жива бібліотека», бібліоквести, флешмоби, Дні бібліотеки, Тижні: правових знань, профорієнтації, рідної мови, Європи, міста, сміху, майстер-класи та інші. Адже до їх організації та участі залучається молодь, читацький актив, волонтери.
Завдяки перемозі в конкурсі «Організація нових бібліотечних послуг з використанням вільного доступу до Інтернету» Програми «Бібліоміст», у 2013 році бібліотека отримала 8 комплектів комп'ютерного обладнання і створила електронний читальний зал.
У 2017 році перша приймала у себе Всеукраїнський бібліокараван «Читай, юність!»(назву Всеукраїнський караван отримав завдяки фестивалю ОЮБ, який проходить щорічно в ці дні).
З жовтня 2014 року бібліотеку очолює Олена Анатоліївна Чоловська.
З 2003 року створено власний сайт, а з 2012року — блог. Діяльність бібліотеки висвітлюється в соціальних мережах.
З початку створення бібліотеки працює Степанова Наталія Іванівна, завідувачка інформаційно-бібліографічного відділу, 40 років методичній службі присвятила Петелько Тетяна Миколаївна, 35 років головним методистом працює Благодар Карина Іллівна, біля 30 років бібліотечній справі віддали Ярмош Світлана Анатоліївна, Колєнова Лариса Борисівна, Олійник Лариса Михайлівна, Сухарева Ліна Георгіївна, Барабанщикова Галина Михайлівна, Астаф'єва Тетяна Георгієвна, Фоменко Людмила Дмитриєвна. З 1996 року відділ формування, організації фондів та каталогів очолює Рабченюк Любов Юхимівна, фахівець з 40-річним стажем. Колектив бібліотеки поповнюється молодими працівниками. Серед них — заступник директора Лариса Маленко, завідувачка читального залу Тетяна Величко (до неї працювала Алла Глусь, яка була засновником проєкту «Що читають відомі…») та завідувачка відділу автоматизації Наталія Грищенко.
23 червня 2023 позбавлена імені Маяковського у назві, в межах процесів деколонізації, що розпочалися після російського військового вторгнення в Україну.